# 559 (số)
559 (năm trăm năm mươi chín)(số La Mã: DLIX)là một số tự nhiên ngay sau số 558 và ngay trước số 560.